# Aeroporto di Mohéli-Bandar Es Eslam
L'aeroporto di Mohéli-Bandar Es Eslam (IATA: NWA, ICAO: FMCI), noto anche come aeroporto Mohéli, è un aeroporto vicino alla città di Fomboni sull'isola di Mohéli nelle Comore.
L'aeroporto ha un piccolo terminal ed è l'unico dell'isola di Mohéli. Era servito dalla compagnia aerea AB Aviation, che da qui serviva altre destinazioni all'interno delle Comore.

## Incidenti
- 26 febbraio 2022: il volo AB Aviation 1103 è precipitato nell'oceano a 2,5 km di distanza dall'aeroporto di Mohéli mentre operava un volo da Moroni. Nessuno dei 14 a bordo è sopravvissuto e, al 2023, l'aereo risulta ancora disperso. Un solo corpo è stato recuperato dalle acque.[3]